# Arttu Leppäluoto
Arttu Leppäluoto (ur. 27 maja 1975 r.) – fiński narciarz, specjalista narciarstwa dowolnego. Zajął 17. miejsce w jeździe po muldach na mistrzostwach świata w Whistler. Nigdy nie startował na igrzyskach olimpijskich. Najlepsze wyniki w Pucharze Świata osiągnął w sezonie 1999/2000, kiedy to zajął 48. miejsce w klasyfikacji generalnej.
W 2002 r. zakończył karierę.

## Sukcesy

### Mistrzostwa Świata
| Miejsce | Dzień       | Rok  | Miejscowość | Konkurencja      | Zwycięzca       |
| ------- | ----------- | ---- | ----------- | ---------------- | --------------- |
| 17.     | 19 stycznia | 2001 | Whistler    | Jazda po muldach | Mikko Ronkainen |

### Puchar Świata

#### Miejsca w klasyfikacji generalnej
- 1999/2000 – 48.
- 2000/2001 – 56.
- 2001/2002 – -

#### Miejsca na podium
1. Mont Tremblant – 12 stycznia 2001 (Jazda po muldach) – 3. miejsce